# محمد عبدالسلام (بازیکن هندبال)
محمد عبدالسلام (انگلیسی: Mohamed Abd El-Salam؛ زادهٔ ۱۲ ژانویهٔ ۱۹۸۲) بازیکن هندبال اهل مصر است.